# Walter Frentz
Walter Frentz  (Heilbronn, Alemania; 27 de agosto de 1907 – Überlingen, 6 de julio de 2004) fue un ingeniero eléctrico, cineasta,  camarógrafo oficial y teniente de la Luftwaffe en el cuartel general de Hitler en el período previo y durante la Segunda Guerra Mundial.  Su trabajo cinematográfico y fotográfico con la cúpula del Tercer Reich en las diversas localizaciones y fases de la guerra es un legado testimonial visual histórico que ha perdurado hasta el presente.

## Biografía
Walter Frentz nació en Heilbronn en 1907. Desde pequeño se aficionó a los deportes náuticos y llegó a ser cultor e introductor del kayakismo en al ámbito universitario germano. Ingresó en la Universidad Técnica de Múnich y se graduó como ingeniero en electricidad en 1927.  Como Frentz deseaba mostrar sus participaciones en kayak en la Universidad se hizo de una cámara de mano y filmó las primeras películas sobre rafting. Frentz se especializó en cinematografía de terreno con un estilo de tomas muy propio y artístico que llamó la atención del entonces arquitecto de Hitler, Albert Speer, a quien había conocido en 1929.
Albert Speer lo puso en contacto con la cineasta Leni Riefenstahl en 1933 cuando Frentz trabajaba para la UFA y ella lo convirtió en su camarógrafo principal debido a que su estilo subjetivo de realizar tomas le pareció de un gran sentido artístico. Trabajó codo a codo como jefe de camarógrafos con la famosa cineasta de la propaganda nazi en sus más importantes realizaciones, tales como El triunfo de la voluntad y Olympia. Paralelamente realizó trabajos culturales para el Ministerio de Propaganda dirigido por Joseph Goebbels.
En 1939 acompañó a Hitler como camarógrafo oficial en su visita a Austria después del Anschluss, realizando las tomas de su "visita triunfal" en su vehículo oficial.  Terminado su trabajo en Austria, recibió un cargo como reportero de guerra y se le intentó inscribir en las SS; a lo que Frentz se negó amablemente, por tanto se le puso bajo el alero del Ministerio del Aire en 1939 (fue asimilado a la reserva de la Luftwaffe) trabajando bajo las directrices de Hitler y Göring.
Frentz alcanzó el grado de teniente de reserva de la Luftwaffe.

### Testigo privilegiado

Walter Frentz (con cámara y agachado), frente a Hitler, Albert Speer y Arno Breker, París, 23 de junio de 1940.

Frentz realizó tomas cinematográficas y fotografías en blanco y negro abundantes del líder alemán, ya fuera en Wolfsschanze, en Berghof o visitando el frente, y fue testigo de muchas actitudes y escenas de la vida particular de Hitler, tales como el llamado baile de la alegría que Hitler dio cuando supo que Francia se había rendido en 1940, o la visita matinal a la Torre Eiffel junto a Albert Speer, y muchas veces cubrió las actividades de descanso de Hitler en Berghof, donde pudo filmar a una desconocida Eva Braun.  Frentz también realizó tomas de películas en color Agfa Farbfilmen a partir de 1943.
También en su calidad de reportero-camarógrafó acompañó a Himmler a Minsk y pudo filmar una  ejecución en masa de civiles ucranianos en 1943.
Cuando consultó al edecán de Hitler, Rudolf Schmundt, sobre la causa de esas ejecuciones, este le espetó que destruyera dicho film y que se abstuviera de meter las narices donde no correspondía.
Bajo el alero de Albert Speer como Ministro de Armamento, pudo filmar escenas en el campo de concentración de Dora Mittelbau donde se ensayaba el proyecto del cohete V-2 donde dejó constancia del sufrimiento de los obreros-esclavos que trabajaban en el proyecto.
También a partir de 1944, Frentz filmó la destrucción de las ciudades alemanas por el bombardeo aliado, y el 20 de marzo de 1945 realizó la última sesión cinematográfica de Hitler en vida, revistando a los niños-soldados en el patio de la Cancillería.
El 24 de abril de 1945, Frentz abandonó Berlín y se refugió en Obersalzberg donde fue capturado por los estadounidenses.
Debido a su calidad de civil, Frentz solo fue detenido un par de veces para ser interrogado y no fue incluido en ningún juicio ya que se consideró su trabajo como netamente profesional.

### Postguerra y final

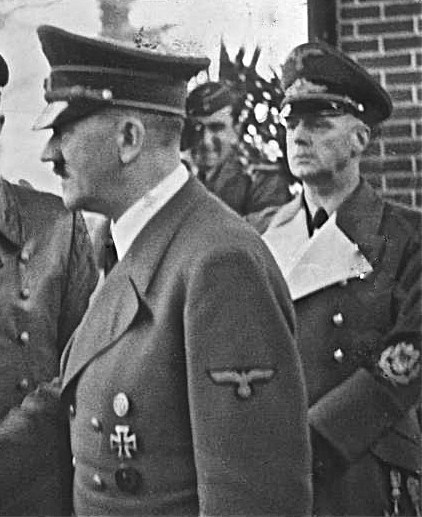
Walter Frentz en último plano con cámara filmadora entre Hitler y Joachim von Ribbentrop, 1940.

Después de la guerra, Frentz se estableció con su esposa Trudy en una casa en el Lago Constanza y trabajó de modo más discreto en programas de divulgación cultural para el público adulto y de corte ambientalista en parques nacionales de Europa y EE. UU.
El trabajo de Frentz en el periodo nazi no estaba pensado para ser publicado, sino destinado a satisfacer un anhelo histórico ególatra de Hitler para la posteridad.
Al preguntársele sobre el destino de sus trabajos, Frentz aludió que gran parte de este se perdió en el final de la guerra o bien, tomó la postura de "olvidar" esos trabajos.
No obstante, sus trabajos de vez en cuando salen a la luz pública, una biografía de Hans Georg von Hiller Gaertringen de Deutscher Kunstverlag llamada Das Auge des Dritten Reiches  (El Ojo del Tercer Reich) presenta tomas inéditas de Hitler tomadas por Frentz y otros altos jerarcas nazis.
Su escaso trabajo sobreviviente en el Tercer Reich como marca registrada fue solicitado por las diferentes publicaciones bibliográficas de corte derechista y documentales acerca de la Segunda Guerra Mundial.
A partir de 1990, el creciente interés de su trabajo en color del Tercer Reich lo sacó a la luz pública nuevamente y aprovechó de comercializar sus pinturas acerca de esa época.  En 1998, su esposa Trudy falleció de muerte natural.
Walter Frentz falleció en un hogar de ancianos en Überlingen a sus 96 años, el 6 de julio de 2004.
Sus trabajos fotográficos y filmaciones constituyen un auténtico legado documental acerca del Tercer Reich visto desde el interior.